# هایجین
هایجین (海禁) یک سری سیاست‌های   انزواطلبانه چین بود که تجارت دریایی خصوصی و شهرک‌سازی ساحلی را در بیشتر دودمان مینگ و در اوایل دودمان چینگ محدود می‌کرد. علی‌رغم اعلامیه‌های رسمی، سیاست دودمان مینگ در عمل اجرا نشد و تجارت بدون مانع ادامه داشت اما «پاکسازی بزرگ» ضد شورشی در اوایل دودمان چینگ تأثیرات مخربی بر جوامع حاشیه ساحل گذاشت. هایجین که بارها توسط سلسله مینگ به منظور ممنوعیت دزدی دریایی و جلوگیری از قاچاق اعلام شده بود، سیاستی برای تنظیم تجارت خارج از کشور، ماهیگیری ساحلی و تجارت ساحلی (حمل و نقل داخلی) بود. تأثیر این سیاست فقط به چین محدود نمی‌شد بلکه بر کشورهای همسایه از جمله دریای جنوبی نیز این سیاست تأثیرگذار بود.
در سایر مناطق شرق آسیا، سیاست چین در دوره ادو ژاپن توسط شوگون‌سالاری توکوگاوا تقلید شد، در ژاپن این سیاست به عنوان ساکوکو شناخته می‌شد (鎖 国)؛ سیاست چین همچنین توسط پادشاهی چوسان، که به عنوان پادشاهی هرمیت شناخته می‌شود، تقلید شده بود. در سال ۱۸۵۳ باکوماتسو و سال ۱۸۷۶ پیمان ۱۸۷۶ ژاپن و کره به این سیاست‌های انزواطلبانه پایان داده شد.